# Jerzy Kruszelnicki
Jerzy Paweł Kruszelnicki (ur. 18 czerwca 1957 w Krakowie) – polski biolog, geobotanik, działacz ochrony przyrody.

## Życiorys
Absolwent Uniwersytetu Jagiellońskiego w Krakowie, gdzie ukończył studia biologiczne – biologię środowiskową ze specjalizacją ekologia roślin. Stopień naukowy doktora uzyskał w Instytucie Botaniki im. Szafera Polskiej Akademii Nauk – „Ekologiczne Podstawy Ochrony i Kształtowania Przyrody Mazurskiego Parku Krajobrazowego”.
Propagator: globalnego zalesiania i ochrony lasów na świecie w celu stabilizacji klimatu, ochrony i odtwarzania zasobów wód słodkich i gleb, ochrony terenów bagiennych i torfowisk, ekosystemów morskich w tym oczyszczenia Oceanów z wysp śmieci oraz wprowadzenia pierwszej w świecie prawnej, wielkopowierzchniowej ochrony przyrody w skali kontynentalnej i oceanicznej; te autorskie postulaty w formie oficjalnie zgłoszonych propozycji i dokumentów były przedstawione na oficjalnej stronie Szczytu Ziemi Rio+20 w Rio de Janeiro w 2012 r., którego dr Jerzy Kruszelnicki był aktywnym uczestnikiem, reprezentując Komitet Ochrony Przyrody Polskiej Akademii Nauk.
Badania naukowe – głównie geobotaniczne i faunistyczne oraz dotyczące ochrony zasobów wód słodkich oraz możliwości odtwarzania lasów i ekosystemów trawiastych – Jerzy Kruszelnicki prowadził między innymi w takich rejonach świata jak: Europa Środkowo-Wschodnia, w tym Ukraina, Półwysep Apeniński, Półwysep Bałkański, Skandynawia, Finlandia, Turcja, Australia, Brazylia, a także baseny – Morza Śródziemnego, Morza Czarnego, Morza Północnego i Bałtyku oraz brazylijskie wybrzeża Atlantyku, australijskie wybrzeża Oceanu Indyjskiego i Pacyfiku, w tym Wielka Rafa Koralowa.
Autor ponad 100 publikacji, w tym naukowych, popularnonaukowych i albumów krakowskiego wydawnictwa Biały Kruk z różnych tematów i dziedzin przyrodniczych, geograficznych, historycznych i dziedzictwa kulturowego.

## Ważniejsze osiągnięcia
- W 1990 r. inicjatywa utworzenia Fundacji na Rzecz Ochrony Mazurskiego Parku Krajobrazowego i Dorzecza Krutyni; funkcja Przewodniczącego Zarządu do chwili obecnej;
- W ramach ww. Fundacji Na Rzecz Ochrony Przyrody i Krajobrazu Mazurskiego Parku Krajobrazowego i Dorzecza Krutyni między innymi: wykupiono większość cennych przyrodniczo terenów w środkowym i dolnym biegu rzeki Krutyni (ok. 150 ha), urządzono muzeum przyrodnicze przy siedzibie dyrekcji Mazurskiego Parku Krajobrazowego w miejscowości Krutyń, odremontowano zabytkowy budynek samej siedziby dyrekcji Parku w m. Krutyń, przeprowadzono renowację XVI wiecznego obrazu Girolamo Muziano w kościele w Ukcie, dofinansowano w 2014 r. III wydanie Polskiej Czerwonej Księgi Roślin;
- Inicjatywa utworzenia dwóch dużych rezerwatów przyrody na Mazurach – „Pierwos” (600 ha) w 1987 r. i „Krutynia Dolna” (1000 ha) w 1989 r.;
- Inicjatywa ustanowienia ośmiu zespołów przyrodniczo-krajobrazowych w województwie warmińsko-mazurskim o łącznej powierzchni ok. 20 tys. ha w latach 1999-2009 r.: „Tatarska Góra”, „Gołdapska Struga”, „Jeziora Sorkwickie”, „Rzeka Babant i Jezioro Białe”, „ Zyzdrój”, „Kobułckie Wzgórza”, „Torfowisko Zocie”, „ Dolina Marózki”;
- Inicjatywa ustanowienia użytków ekologicznych: „Parleskie Wzgórza”, „Jezioro Zaułek”, „Prawdowskie Wzgórze”, „Torfowisko Zełwągi”, ,,Gajne”, „Bażyna”, „Łąka Krutynia”, „Las Wygryny”, „Klimontek”, „Kruczek Duży”, „Kruczy Staw”, „Kruczek Mały”, „Kruczy Stawek”, „Duży Róg”, „Mały Róg”;
- Inicjatywa utworzenia i wyznaczenie granic obszaru Natura 2000 „Ostoja Piska” z Dyrektywy Siedliskowej EWG/UE. Sporządzenie pilotażowego planu ochrony dla tego obszaru w 2005 r.;
- Inicjatywa utworzenia Parku Narodowego Pamukkale z gorącymi źródłami w Turcji, 1988–1992 r.;
- Od 1996 przewodniczący Zarządu Stowarzyszenia na Rzecz Utworzenia i Ochrony Mazurskiego Parku Narodowego;
- Członek Komitetu Ochrony Przyrody Polskiej Akademii Nauk, kadencja: 2003-2006, 2007-2010, 2011-2015;
- Członek Rady Redakcyjnej Biuletynu Komitetu Ochrony Przyrody PAN;
- Wieloletni członek zespołu ekspertów MaB-8 „Rezerwaty biosfery” w ramach Polskiego Komitetu Narodowego UNESCO-MAB; inicjatywa powiększenia Rezerwatu Biosfery Jezioro Łuknajno w 1996 r. i projekt utworzenia dużego rezerwatu biosfery Jeziora Mazurskie w 2003 r. (zatwierdzony w 2017 r.);
- Wieloletni międzynarodowy Ekspert Konwencji w sprawie terenów podmokłych RAMSAR 1971, przy jej biurze w Gland (Szwajcaria);
- W latach 1999 – 2003 r. Przewodniczący Rady Naukowo – Społecznej Mazurskiego Parku Krajobrazowego;
- Członek Rady Mazurskiego Parku Krajobrazowego 2012-2016 r. i na kadencję 2017-2022;
- Członek Rady Naukowo-Społecznej Leśnego Kompleksu Promocyjnego „Lasy Mazurskie” w kadencji 2002-2005;

## Ważniejsze nagrody
- Nagroda Wojewody Olsztyńskiego za uratowanie Jeziora Mokrego przed zatruciem, 1984;
- Dyplom i Stypendium Podróżnicze im. Alvina Seiferta przyznane przez Fundację Goethego z siedzibą w Bazylei w 1988 za inicjatywę utworzenia na Mazurach dwóch rezerwatów przyrody – Krutynia i Pierwos;
- Nagroda Wojewody Olsztyńskiego za pracę doktorską „Ekologiczne Podstawy Ochrony i Kształtowania Przyrody Mazurskiego Parku Krajobrazowego”, 1996;
- Nagroda Zielonego Liścia[4] przyznana przez Kapitułę Zielonych Płuc Polski, 2001;
- Nagroda Rektora Uniwersytetu Warmińsko-Warmińskiego za osiągnięcia w pracy naukowej, 2003;
- Nagroda Ministra Środowiska – Zasłużony dla Ochrony Środowiska i Gospodarki Wodnej Warmii i Mazur, 2005;
- Nagroda z okazji 10-lecia Leśnego Kompleksu Promocyjnego „Lasy Mazurskie” w podziękowaniu przez Lasy Państwowe za szczególne zaangażowanie w funkcjonowanie LKP „Lasy Mazurskie”, Spychowo, 11.08.2012 r.
- Brązowy Medal za Zasługi Dla Pożarnictwa, nagroda przyznana przez Związek Ochotniczych Straży Pożarnych, Olsztyn, 2013 r.
- Nagroda Eko-Lider przyznana przez Wojewódzki Fundusz Ochrony Środowiska i Gospodarki Wodnej w Olsztynie za szczególne osiągnięcia w ochronie środowiska i gospodarki wodnej województwa warmińsko – mazurskiego w kategorii organizacje pozarządowe NGO, Olsztyn, 27.11.2014 r.

## Publikacje
- Kruszelnicki J. 2016. Repolonizacja polskich zasobów przyrody [W:] Sosnowska J. (red.) Repolonizacja Polski, Wyd. I, Biały Kruk. Kraków: 109-123.
- Kruszelnicki J. 2016. Jest jeszcze w Polsce piękna przyroda. Jest co chronić [W:] Sosnowska J., Sosnowski A. (red.) Polskość jest przywilejem, Wyd. I, Biały Kruk. Kraków: 182-194.
- Kruszelnicki J. 2015. O potrzebie głębokich reform w polskiej ochronie przyrody. The need for significant changes in the Polish nature protection system. Biuletyn Komitetu Ochrony Przyrody Polskiej Akademii Nauk, Vol. 5-6/2014-2015, Kraków: 75-82.
- Kruszelnicki J. 2014. Chamaedaphne calyculata, Salix myrtilloides, Salix lapponum, Betula Nana, Rubus chamaemorus, Sorbus intermedia, Juncus stygius, Eriophorum gracile, Carex chordorrhiza, Carex globularis, Carex microglochin, Neottianthe cucullata. [W:] Kaźmierczakowa R., Zarzycki K., Mirek Z. (red.) Polska Czerwona Księga Roślin, Wyd. III, Instytut Botaniki im. W. Szafera PAN, Instytut Ochrony Przyrody PAN, Kraków.
- Kruszelnicki J. 2014. Mazury. Między Niebem a Wodą Tekst w języku polskim, angielskim, niemieckim w albumie W. Bzury. Biały Kruk. Kraków.
- Kruszelnicki J. 2013. O potrzebie ochrony charakterystycznych krajobrazów Warmii i Mazur na tle rewizji typów krajobrazu. On the necessity of protecting characteristic landscapes of the Warmia and Mazury regions against the ground of search of types of landscape. Biuletyn Oddziału Warmińsko-Mazurskiego Stowarzyszenia Konserwatorów Zabytków, zeszyt 9-11/2011-2013, Olsztyn: 7-17.
- Kruszelnicki J. 2013. Jezioro Łuknajno i projektowany rezerwat biosfery „Jeziora Mazurskie” [W:] M. Kunz, A. Nienartowicz (red.) Rezerwaty biosfery w Polsce Biosphere Reserves in Poland. Wydawnictwo Naukowe UMK, Toruń: 58-73. (Monografia recenzowana dwujęzyczna pol.-ang.).
- Kruszelnicki J., Górski A. 2013. System ocen oddziaływania na środowisko. [W:] Biesiadka E., Nowakowski J.J. (red.) Ocena oddziaływania na środowisko i monitoring przyrodniczy. Podręcznik metodyczny, Uniwersytet Warmińsko-Mazurski, Olsztyn: 114-129.
- Kruszelnicki J., Górski A.2013. Dokumenty Ocen Oddziaływania na Środowisko. Raport analizy oddziaływania przedsięwzięcia na obszary Natura 2000. [W:] Biesiadka E., Nowakowski J.J. (red.) Ocena oddziaływania na środowisko i monitoring przyrodniczy. Podręcznik metodyczny, Uniwersytet Warmińsko-Mazurski, Olsztyn: 163-166.
- Kruszelnicki J. 2013. Charakterystyka geobotaniczna Mazurskiego Parku Krajobrazowego. [W:] Ciecierska H., Hołdyński Cz. (red.). Dziedzictwo Przyrodnicze Warmii, Mazur i Powiśla. Interdyscyplinarne i aplikacyjne znaczenie nauk botanicznych. Przewodnik do warsztatów terenowych 56. Zjazdu Polskiego Towarzystwa Botanicznego 24-30 czerwca 2013, Olsztyn: 251-264.
- Kruszelnicki J. 2013. Rola polskich parków narodowych w ochronie przyrody. The role of the Polish national parks in the conservation of nature. Biuletyn Komitetu Ochrony Przyrody Polskiej Akademii Nauk, Vol. 3-4/2012-2013, Kraków: 7-18.
- Kruszelnicki J. 2013. Udział Komitetu Ochrony Przyrody PAN w Konferencji Narodów Zjednoczonych w sprawie Zrównoważonego Rozwoju RIO+20; 20-22 czerwca 2012 r. Participation of the Committeefor Rio+20 – The United Nations Conference on Sustainable Development; 20-22 June 2012. Biuletyn Komitetu Ochrony Przyrody Polskiej Akademii Nauk, Vol. 3-4/2012-2013, Kraków: 105-110.
- Kruszelnicki J. 2013. Fundacja na Rzecz Ochrony Przyrody i Krajobrazu Mazurskiego Parku Krajobrazowego i Dorzecza Krutyni. Foundation for Nature and Landscape Conservation of the Masurian Landscape Park and Krutynia River Basin. Biuletyn Komitetu Ochrony Przyrody Polskiej Akademii Nauk, Vol. 3-4/2012-2013, Kraków: 103-104.
- Kruszelnicki J. 2011. Rezerwat Biosfery Jezioro Łuknajno na tle innych form ochrony przyrody – perspektywy. Biosphere reserve of Łuknajno lake compared to other forms of nature protection – a perspective. [W:] Breymeyer A. (red./ editor) Międzynarodowe sieci obszarów chronionych w Polsce: światowa sieć rezerwatów biosfery UNESCO-MAB i Europejska sieć Natura 2000. International Nets of Protected Areas in Poland: World – wild Net of UNESCO – MAB Biosphere Reserves and European Net of Nature 2000. Komitet Narodowy UNESCO MAB przy Prezydium Polskiej Akademii Nauk: 101-113.
- Kruszelnicki J., WAGNER G. 2011. Luknajno Lake – Poland [In:] World Network of Biosphere Reserves 2010: Sites for Sustainable Development. UNESCO, Paris: 313.
- Kruszelnicki J., 2010. Warmia i Mazury. Tekst w języku polskim, angielskim, niemieckim w albumie W. Bzury. Biały Kruk. Kraków.
- Kruszelnicki J. 2010. Uwagi do wdrażania sieci Natura 2000 w Polsce. Remarks on the implementation of the Natura 2000 network in Poland. Biuletyn Komitetu Ochrony Przyrody PAN, Vol. 1/2010, Kraków: 5-9.
- Kruszelnicki J. 2009. 60 lat starań o utworzenie Mazurskiego Parku Narodowego [W:] Andrzejewska A. (red.) Trwałość i efektywność ochrony przyrody w polskich parkach narodowych. Wyd. Kampinoski Park Narodowy, Izabelin, s. 45-53.
- Kruszelnicki J. 2009. Naturkundliche Beobachtungen in Australien. NATURBLICK, Das Magazin für Natur und Naturfotografie. Ausgabe 1: 22-25. Düsseldorf.
- Kruszelnicki J. 2009. Ostoja Piska. [W:] Hołdyński Cz., Krupa M. (red.). Obszary Natura 2000 w województwie warmińsko-mazurskim. Wydaw. MANTIS, Olsztyn: 229-233 (ISBN 978-83-929997-2-0).
- Kruszelnicki J. 2009. Torfowisko Zocie. [W:] Hołdyński Cz., Krupa M. (red.). Obszary Natura 2000 w województwie warmińsko-mazurskim. Wydaw. MANTIS, Olsztyn: 270-273 ISBN 978-83-929997-2-0.
- Kruszelnicki J. 2009. Tatarska Góra. [W:] Hołdyński Cz., Krupa M. (red.). Obszary Natura 2000 w województwie warmińsko-mazurskim. Wydaw. MANTIS, Olsztyn: 263-266 (ISBN 978-83-929997-2-0)
- Kruszelnicki J. 2008. Stanowiska rzadszych roślin naczyniowych na terenie Mazurskiego Parku Krajobrazowego i jego okolic (Pojezierze Mazurskie). Fragm. Flor. Geobot. Polonica 15(1): 61-67.
- Kruszelnicki J. 2008. Nationalpark Masuren. Der Masurische Landschaftspark. Ein noch nicht bestätigtes Naturerbe Europas. Natur Blick. Magazin für Natur und Naturfotografie. Ausgabe 3:6-12. Düsseldorf.
- Kruszelnicki J. 2007. Stan populacji rysia Lynx lynx na terenie Puszczy Piskiej. Ogólnopolski Kongres Zoologiczny. Zmienność – Adaptacja – Ewolucja. 12-16 września 2007. Wydz. Biologii UWM, PTZ: 177-178.
- Kruszelnicki J. 2007. Dolina Rospudy. The Rospuda Valley. Das Rospuda – Tal. Tekst W: W. Bzura, P. Scherbuk. Biały Kruk, Kraków. 2007.
- Kruszelnicki J. 2007. Das Rospuda – Tal. Ein Paradies wilder und umberühter Natur. Natur Blick. Magazin für Natur und Naturfotografie. Ausgabe 3:38-45. Düsseldorf.
- Kruszelnicki J .2007. Mazury. Skarby przyrody i architektury. Tekst W: Album W. Bzury. Biały Kruk. Kraków.
- Kruszelnicki J. 2007. Masuren. Schatze der Natur und Architektur. Text in: Album W. Bzury. Biały Kruk. Kraków.
- Kruszelnicki J., Hołdyński Cz., Pisarek W., Ciecierska H. 2005. Pilotażowy plan ochrony obszaru Natura 2000 PLH280013 „Ostoja Piska” w ramach projektu „Opracowanie Planów Ochrony dla wybranych obszarów sieci Natura 2000 w Polsce w ramach projektu bliźniaczego PL/IB/2001/EN/02: wdrażanie europejskiej sieci Natura 2000 w Polsce EUROPAID/11/60/72/D/SV/PL.
- Kruszelnicki J. 2004. Mazury cztery pory roku. Masuria four seasons. Masuren vier Jahreszeiten. Tekst W: album W. Bzury. Biały Kruk. Kraków.
- Kruszelnicki J. 2003. Walory przyrodnicze projektowanego rezerwatu biosfery „Jeziora Mazurskie”. Natural values of the proposed Mazury Lakes Bisphere Reserve. Chrońmy Przyr. Ojcz. 59(6): 5-13.
- Kruszelnicki J. 2000. Przyroda Mazurskiego Parku Krajobrazowego. The Nature of the Masurian Landscape Park. Chrońmy Przyr. Ojcz. 56(6): 71-87.
- Kruszelnicki J. 2000. Stanowisko chamedafne północnej w Mazurskim Parku Krajobrazowym. The station of Chamaedaphne calyculata in the Masurian Landscape Park. Chrońmy Przyr. Ojcz. 56(3): 100-103.
- Kruszelnicki J. 1998. Projekt Konwencji o obszarach górskich, wododziałowych i bagiennych Eurazji, Afryki i Ameryki Łacińskiej, mających znaczenie kontynentalne w ochronie wody słodkiej i dzikiej przyrody. A project of the convention on mountain, watershed and marshy areas in Eurasia, Africa and Latin America, important for conservation of fresh water and wildlife in continental scale. Chrońmy Przyr. Ojcz. 54(5): 7-24.
- Kruszelnicki J. 1996. Ekologiczne podstawy ochrony i kształtowania przyrody Mazurskiego Parku Krajobrazowego. Praca doktorska. Inst. Botaniki im. W. Szafera PAN, Kraków.
- Kruszelnicki J. 1992 Flora Polski, Rośliny Naczyniowe. Fagopyrum Mill. Gryka, Tom III. PAN Instytut Botaniki im. W. Szafera. Kraków.
- Kruszelnicki J. 1981 Przyroda projektowanego rezerwatu Krutynia im. Melchiora Wańkowicza na Mazurach. Chrońmy Przyrodę Ojczystą 37(6): 44-51. PWN Warszawa-Kraków.

## Udział w konferencjach
- Konferencja UNESCO, 27-28 czerwca 2011 r., Drezno – „For life, for the future. Biosfere reserves and climate change” z okazji 40-lecia programu MaB (Człowiek i Biosfera).
- Konferencja Zrównoważonego Rozwoju Szczyt Ziemi Rio +20 w czerwcu 2012 r. w Rio de Janeiro[5]
  - Kruszelnicki J. Autor. 2011. Concept of Continental and Oceanic Protected Areas as a Key to Sustainable Development. Proposal for the Zero Draft Rio +20. United Nations Conference on Sustainable Development, Rio de Janeiro 20-22 June 2012. Committee for Nature Conservation Polish Academy of Science Komitet Ochrony Przyrody PAN:1-8. (Opracowanie autorskie zgłoszone 31.10.2011 r. jako oficjalna propozycja Komitetu Ochrony Przyrody PAN na Konferencję w Rio de Janeiro 13-22 czerwca 2012 r. UNCSD, zamieszczona przez organizatorów ONZ na oficjalnej stronie Konferencji w dziale – Major Groups)[6].
- Doświadczenia i zainteresowania tematem zmian klimatycznych na Świecie i adaptacji do nich; przygotowanie propozycji i materiałów merytorycznych w tej materii dla strony polskiej na Konferencję Klimatyczną COP 21, w Paryżu, listopad-grudzień 2015 r. w tym koncepcję ochrony zasobów wód słodkich na świecie, zalesiania w skali globalnej oraz system ochrony najcenniejszych ekosystemów Wszechoceanu.
- Konferencja Klimatyczna COP 24, UNFCCC – ONZ, 03-14 grudnia 2018 r., Katowice.